# Приустье Мушки
Приустье Мушки (мар. Опынян почиҥга) — деревня в Сернурском районе Республики Марий Эл. Входит в состав Сердежского сельского поселения.

## География
Находится в северо-восточной части республики Марий Эл на расстоянии приблизительно 7 км на восток-юго-восток от районного центра посёлка Сернур.

## История
Известна с 1858 года, где тогда числилось 46 жителей. В 1884—1885 годах в 10 дворах проживали 58 человек. К 1927 году насчитывалось 19 хозяйств, из них 16 марийских и 3 русских. Проживал 91 человек, в том числе 85 мари, 6 русских. В 2005 году отмечено 27 хозяйств. В советское время работали колхозы «Йошкар вий», «Дружба», «Сила» и «Победа».

## Население
Население составляло 113 человек (мари 98 %) в 2002 году, 124 в 2010.